# Мстиславская провинция
Мстиславская провинция — одна из провинций Российской империи. Центр — город Мстиславль.
Мстиславская провинция в составе Могилёвской губернии была образована в 1772 году на землях, отошедших к России в результате первого раздела Речи Посполитой. В составе провинции были образованы Климовичский, Мстиславский и Чериковский уезды.
В ноябре 1775 года деление губерний на провинции было отменено.